# John Robinson (acteur)
Pour les articles homonymes, voir John Robinson et Robinson.
John Robinson est un acteur américain né le 25 octobre 1985 à Portland dans l'État de l'Oregon.

## Biographie
John Robinson interprète un rôle de premier ordre qui est celui de Stacy Peralta, dans le film Les Seigneurs de Dogtown, un long métrage racontant les débuts du Skateboard. Il avait fait ses débuts dans le film Elephant de Gus Van Sant.

## Filmographie

### Cinéma
- 2003 : Elephant de Gus Van Sant : John McFarland
- 2004 : Le Livre de Jérémie (The Heart is deceitful above all things) d'Asia Argento : Aaron
- 2005 : Les Seigneurs de Dogtown (Lords of Dogtown) de Catherine Hardwicke : Stacy Peralta (VF : Hervé Grull)
- 2007 : Seraphim Falls de David Von Ancken : "The Kid"
- 2007 : Remember the Daze (The Beautiful Ordinary) de Jess Manafort : Bailey
- 2007 : Transformers de Michael Bay : Miles (VF : Hervé Grull)
- 2008 : Wendy et Lucy (Wendy and Lucy) de Kelly Reichardt : Andy
- 2009 : Hanging On de Sean King O'Grady : Hunter
- 2010 : The City of Gardens (186 Dollars to Freedom) de Camilo Vila : Wayne
- 2011 : Homecoming de Sean Hackett : Derrick
- 2012 : Something Wicked de Darin Scott : James
- 2012 : Forbidden (Gu bao zhi wen) de Fen Tian : Jake
- 2013 : Big Sur de Michael Polish : Paul Smith
- 2013 : She Loves Me Not de Brian Jun et Jack Sanderson : Dusty
- 2014 : Broadway Therapy (She's funny that Way) de Peter Bogdanovich : André
- 2014 : Boys of Abu Ghraib de Luke Moran : Ryan Fox
- 2015 : There is a New World Somewhere de Li Lu : than
- 2015 : Sky de Fabienne Berthaud : le motard dans la nuit
- 2016 : Hot Bot de Ibrahim Hamdan et Michael Polish : Rodney
- 2016 : Intruder de Travis Zariwny : John
- 2016 : Alcoholist de Lucas Pavetto : Trevor
- 2016 : Room 105 de Patrick Mulvihill : Mike
- 2017 : Avenues de Michael Angarano : Richard
- 2017 : Born Again Dead de Jowan Carbin : Clive Stone
- 2018 : The Cellar d'Igor Voloshin : Marek
- 2018 : The Amityville Murders de Daniel Farrands : Ronald "Butch" Defeo Jr.
- 2019 : Billboard de Zeke Zelker : Casey
- 2022 : On the Line de Romuald Boulanger : le fou
- 2022 : La Maison d'Anissa Bonnefont : Mark
- 2024 : Niki de Céline Sallette : Harry Mathews

### Télévision
- 2014 : Looking, créée par Michael Lannan (série télévisée) : Liam (saison 1, épisode 1)
- 2019-2020 : Dark Stories (série télévisée) : Matthew
- 2022 : Les Papillons noirs, créée par Olivier Abbou et Bruno Merle, réalisée par Olivier Abbou (mini série télévisée) : Steven Powell